# Baisieux

Baisieux este o comună în departamentul Nord, Franța. În 1 ianuarie 2022 avea o populație de 5.361 de locuitori.